# Anaeomorpha splendida
Anaeomorpha splendida är en fjärilsart som beskrevs av Rothschild 1894. Anaeomorpha splendida ingår i släktet Anaeomorpha och familjen praktfjärilar. Inga underarter finns listade i Catalogue of Life.

## Bildgalleri

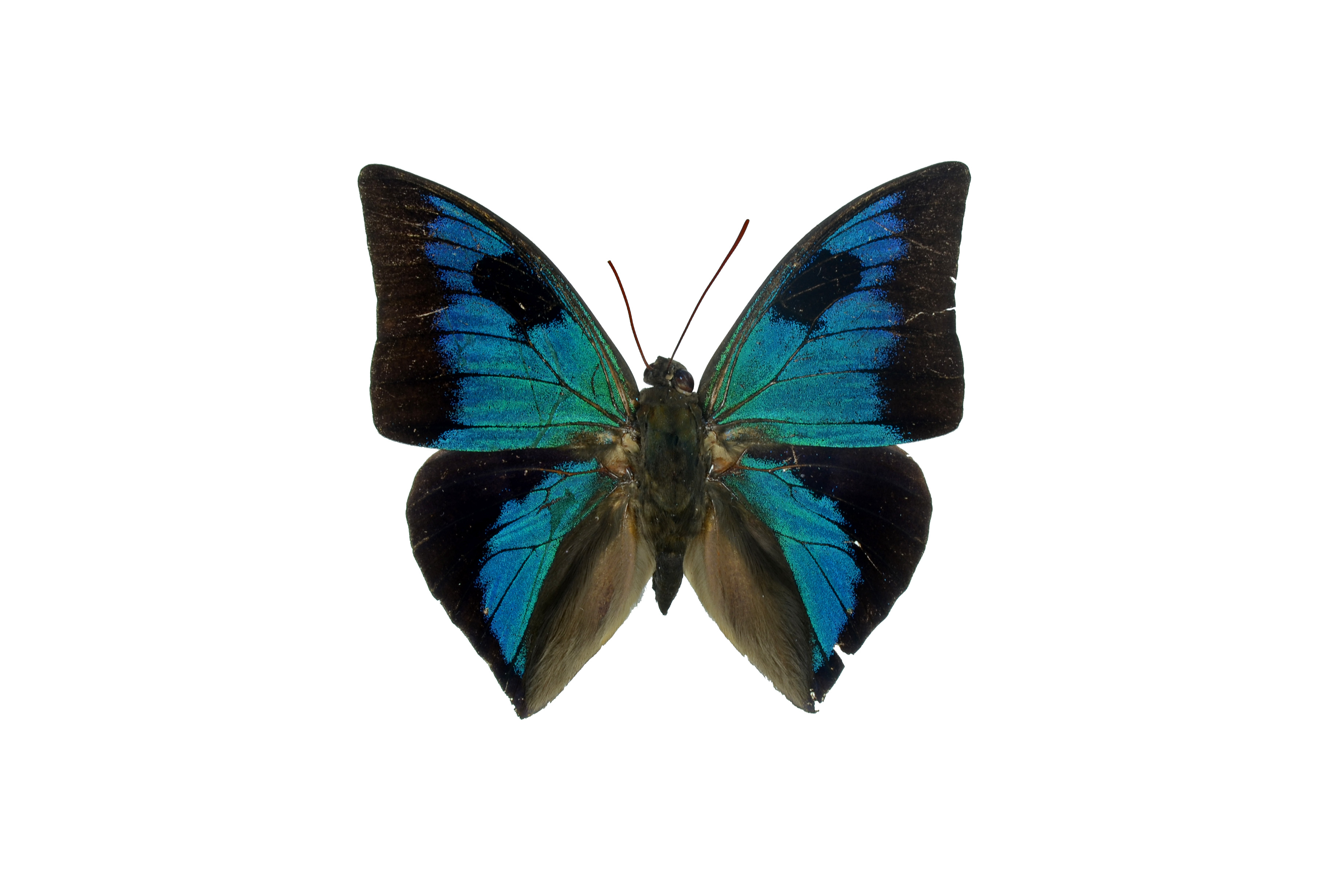
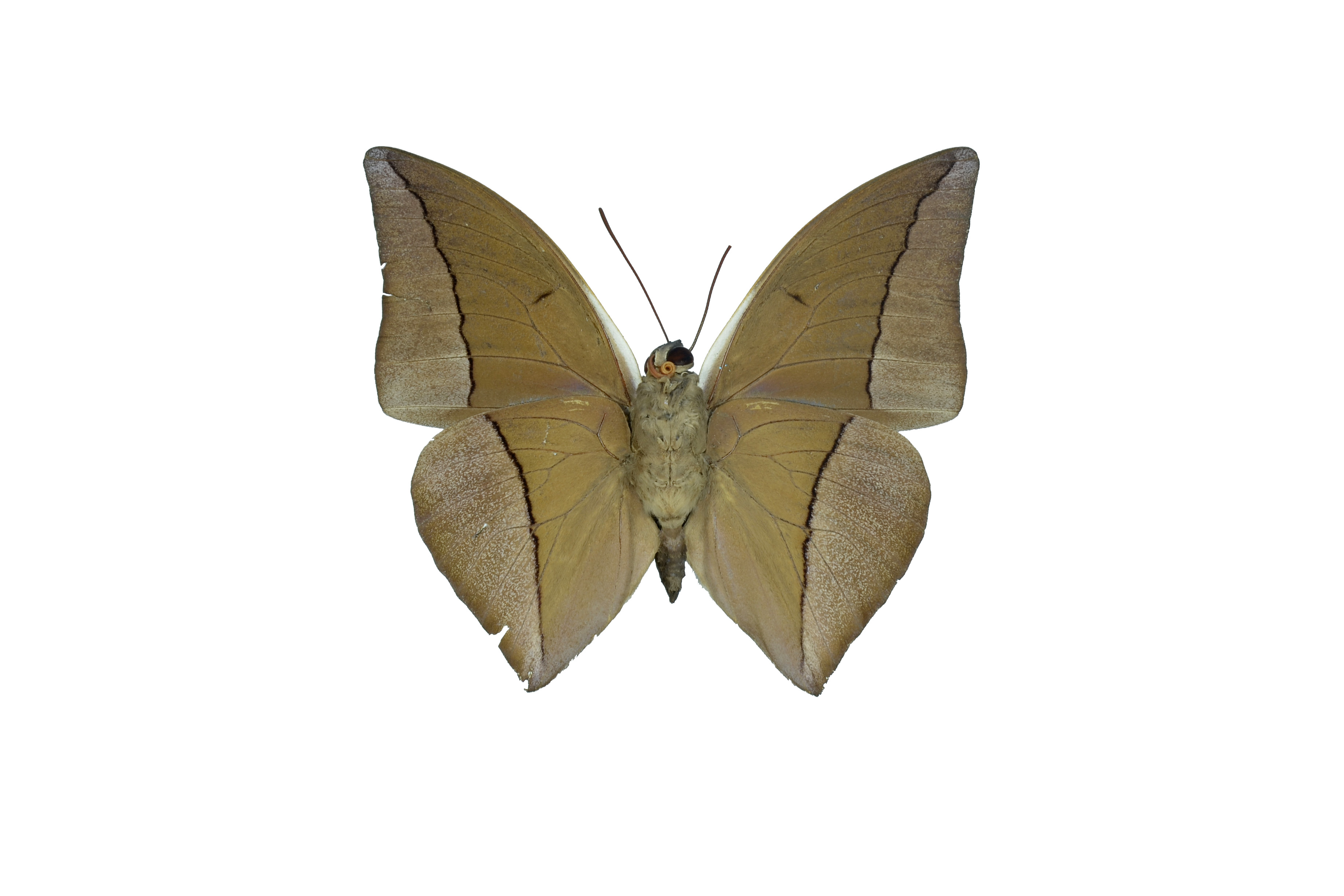